# پریگورودنی (شهرستان بئیسکی، سرزمین آلتای)
پریگورودنی (به لاتین: Prigorodny) یک منطقهٔ مسکونی در روسیه است که در سرزمین آلتای واقع شده‌است.